# Борисављевића кућа
Борисављевића кућа је кућа трговачке породице Борисављевић која је направљена почетком 20. века. Објекат се налази у Улици 12. јануара бр. 14, а проглашен је за споменик културе Србије.

## Опште информације
Кућа је проглашена за културно добро 1985. године, а данас је приватни објекат за издавање апартмана. Кућа богате трговачке породице Алексе Борисављевића налази се у старом делу прибојске вароши, а изграђена је почетком 20. века у духу класицизма.
Приземље куће било је намењено пословним и трговачким активностима, а спрат је служио за становање. Главна фасада је симетрично организована са пет отвора на обе етаже. На централном балкону на спрату су врата лучног облика, фланкирана широким пиластрима. Изнад врата налази се масивна атика која у средини носи полукружну лунету са породичним грбом.